# Battaglia di Durazzo (1915)
La battaglia di Durazzo fu una battaglia navale della prima guerra mondiale svoltasi tra il 28 e il 29 dicembre 1915, al largo di Durazzo in Albania, tra la Marina austriaca ed elementi della Marina britannica, francese e italiana.

## Antefatti
Nel novembre del 1915, nonostante il generale Cadorna fosse contrario all'invio di truppe italiane in territorio albanese, fu costituito un "Corpo speciale italiano" destinato ad operare nella Campagna di Albania. In tutto circa 50 000 uomini.
Il secondo convoglio partì da Taranto il 2 dicembre ed entrando nella rada di Valona, il piroscafo Re Umberto, che aveva a bordo 765 soldati, urtò una mina navale e affondò con la perdita di 53 uomini. Anche il cacciatorpediniere Intrepido colò a picco.
Il Corpo speciale doveva occuparsi di Valona e di Durazzo, proteggere la ritirata dell'esercito serbo dagli attacchi austriaci e consegnare loro rifornimenti. A Durazzo doveva essere inviata via mare la brigata Savona ma quest'idea fu scartata e il 3 dicembre il 15º reggimento di fanteria e due batterie da montagna si misero in viaggio per Durazzo, dove giunsero il 9. Lo stesso giorno iniziò l'evacuazione dei resti dell'esercito serbo da parte della Regia Marina e delle forze navali francesi e britanniche, che si concluse con successo alla fine di febbraio 1916.

## La battaglia
Quando, il 28 dicembre, il comandante delle forze navali austriache dislocate a Cattaro apprese che a Durazzo un piroscafo ed alcuni velieri italiani sbarcavano rifornimenti per i Serbi e due cacciatorpediniere era in pattugliamento, ordinò all'incrociatore leggero Helgoland ed a cinque cacciatorpediniere della classe Tátra di eseguire un'incursione su Durazzo con lo scopo di sorprendere ed affondare le unità nemiche.
Alla mezzanotte del 28 dicembre lo Helgoland e i cinque cacciatorpediniere lasciarono Cattaro. Verso le 02:30 incontrarono sulla loro rotta il sommergibile francese Monge, che fu attaccato e affondato. Alle 06:00 lo Helgoland e un cacciatorpediniere si diressero verso la costa albanese a sud di Durazzo per impedire il ripiegamento italiano su Valona mentre gli altri quattro cacciatorpediniere puntarono verso Durazzo dove affondarono un piroscafo e bombardarono la fortezza. Vennero però bersagliati da due pezzi d'artiglieria situati fuori dalla città, così ripiegarono, finendo una zona minata. Il cacciatorpediniere SMS Lika affondò, il SMS Triglav fu gravemente danneggiato e fu preso a rimorchio dal gemello SMS Tátra, che si diresse lentamente verso Cattaro sotto la protezione dello Helgoland e dei cacciatorpediniere SMS Csepel e SMS Balaton.
Quando la notizia dell'incursione nemica giunse a Brindisi, erano già stati mandati  verso Cattaro gli incrociatori Dartmouth, Quarto,  Nino Bixio e Weymonth, più quattro cacciatorpediniere italiani (tra i quali il Nievo su cui era imbarcato l'allora tenente di vascello Alberto Da Zara) e cinque francesi, per impedire il ripiegamento del gruppo navale austriaco. Alle ore 13:00, il Dartmouth, il Quarto e i cacciatorpediniere francesi avvistarono gli austriaci, i quali, abbandonato il Triglav, si diressero verso ovest per sfuggire alle unità dell'Intesa apparse da nord. Cominciò così per le navi partite da Brindisi l'inseguimento del nemico fino a notte fonda. Approfittando dell'oscurità, lo Helgoland e i tre cacciatorpediniere superstiti, puntando per nord-ovest, riuscirono a fuggire. Lo Helgoland, riparate le avarie, tentò il successivo 6 febbraio una nuova incursione su Durazzo ma, vista la guardia delle unità italiane, fece ritorno alla base.

## Conseguenze
Gli italiani rimasero a Durazzo, aiutando i serbi fino a febbraio del 1916, quando, non potendo resistere ancora agli austriaci, dovettero abbandonare la città via mare, nella notte tra il 22 e il 23. In seguito Durazzo venne occupata dagli austriaci, i quali però, non si spinsero verso Valona, difesa da 100 000 italiani.